# Mostafa Ghanbarizadeh
Mostafa Ghanbarizadeh (tiếng Ba Tư: مصطفی قنبریزاده) là một tiền vệ bóng đá người Iran hiện tại thi đấu cho câu lạc bộ Iran Pars Jonoubi Jam ở Iran Pro League.

## Sự nghiệp câu lạc bộ
Ghanbarizadeh gia nhập Esteghlal Khuzestan vào mùa hè năm 2015. Anh có màn ra mắt cho Esteghlal Khuzestan ngày 26 tháng 10 năm 2015 trước Esteghlal Ahvaz thay cho Hamdollah Ebdam.

## Thống kê sự nghiệp câu lạc bộ
Tính đến 26 tháng 10 năm 2015
| Câu lạc bộ          | Hạng đấu            | Mùa giải            | Giải vô địch | Giải vô địch | Cúp Hazfi | Cúp Hazfi | Châu Á  | Châu Á    | Tổng    | Tổng      |
| Câu lạc bộ          | Hạng đấu            | Mùa giải            | Số trận      | Bàn thắng    | Số trận   | Bàn thắng | Số trận | Bàn thắng | Số trận | Bàn thắng |
| ------------------- | ------------------- | ------------------- | ------------ | ------------ | --------- | --------- | ------- | --------- | ------- | --------- |
| Esteghlal Kh.       | Pro League          | 2015–16             | 1            | 0            | 0         | 0         | –       | –         | 1       | 0         |
| Tổng cộng sự nghiệp | Tổng cộng sự nghiệp | Tổng cộng sự nghiệp | 1            | 0            | 0         | 0         | 0       | 0         | 1       | 0         |

## Danh hiệu
Esteghlal Khuzestan
- Iran Pro League (1): 2015–16
- Á quân Siêu cúp bóng đá Iran: 2016